# レッツ・ツイスト・アゲイン
「レッツ・ツイスト・アゲイン」（Let's Twist Again）は、チャビー・チェッカーが1961年に発表した楽曲。全米1位を記録したチェッカー自身の曲「ザ・ツイスト」（1960年）とツイスト・ダンスの流行に言及している。
ビルボード・Hot 100で8位を記録。R&Bチャートでは26位を記録した。そしてベルギー、オランダ、スウェーデンで1位、イギリスとノルウェーで2位を記録した。1962年5月の第4回グラミー賞で最優秀ロックンロール・レコーディング賞を受賞した。

## カバー・バージョン
- ジョニー・アリディ - 1961年のシングル。フランス語詞でタイトルは「Viens danser le twist」。フランスのチャートで1位を記録した。
- ザ・トップ・ツイスターズ - 1961年のシングル。ドイツ語詞でタイトルは「Der Twist Beginnt」。
- マリノ・バレット・ジュニア - 1961年のEP「Una sera al night」に収録。イタリア語詞でタイトルは「Balliamo il Twist」。
- アイズレー・ブラザーズ - 1962年のアルバム『Twist & Shout』に収録。
- NIAGARA FALLIN' STARS - 1978年のアルバム『LET'S ONDO AGAIN』に収録。訳詞は大滝詠一。布谷文夫がリードボーカルを務めた。